# Władysław Poniński (1921–1992)
Władysław Henryk Józef Poniński (ur. 13 grudnia 1921 w Warszawie, zm. 29 grudnia 1992) – polski działacz emigracyjny, prezes Związku Polskich Kawalerów Maltańskich.
W latach 1975–1992 był prezesem Związku Polskich Kawalerów Maltańskich. Był również formalnym przedstawicielem rządu RP na uchodźstwie w Paryżu.
W 1992 prezydent Lech Wałęsa odznaczył go Krzyżem Wielkim Orderu Odrodzenia Polski.